# Zračna luka Frankfurt-Hahn
Zračna luka Frankfurt-Hahn (IATA: HHN, ICAO: EDFH) je komercijalna zračna luka koja se nalazi 10 km od grada Kirchberga i 20 km od grada Simmerna u njemačkoj saveznoj pokrajini Porajnje i Falačka. Unatoč imenu, zračna luka se nalazi preko 120 km zapadno od Frankfurta (po cesti).

## Vanjske poveznice
- Frankfurt-Hahn Airport (službena stranica)